# Oulastrea crispata
Oulastrea crispata là một loài san hô trong họ Faviidae. Loài này được Lamarck mô tả khoa học năm 1816.